# Гордиан I
Марк Анто́ний Гордиа́н Семпро́ниан Рома́н Африка́н (лат. Marcus Antonius Gordianus Sempronianus Romanus Africanus), более известный в римской историографии как Гордиан I, — римский император, правивший в 238 году.
По всей видимости, происходил из малоазиатской провинциальной аристократии. Гордиан сделал долгую и успешную карьеру: управлял несколькими провинциями, занимал должность консула-суффекта, после был назначен проконсулом Африки. В начале 238 года группа богатых молодых землевладельцев, недовольная увеличением налоговых сборов, убила прокуратора, посланного в Африку императором Максимином I Фракийцем. Восставшие провозгласили Гордиана новым императором, который сделал соправителем своего сына, носившего такое же имя. Воцарение Гордиана поддержали ряд восточных провинций, а также римский сенат, низложивший Максимина. Однако вскоре Гордиан-младший пал в сражении у Карфагена против нумидийского наместника Капелиана, сохранившего верность Максимину. Узнав о гибели сына, Гордиан I покончил жизнь самоубийством; принципат Гордиана продлился всего несколько недель. После его смерти сенат продолжил войну против Максимина, избрав новых императоров — Пупиена и Бальбина.

## Происхождение и семья
Марк Антоний Гордиан Семпрониан родился в 158 или 159 году. М. Грант полагает, что рождение Гордиана I можно отнести на год-два позже указанных дат. Эти вычисления базируются на сообщениях Геродиана, Юлия Капитолина и Иоанна Зонары, которые в своих трудах указывают, что на момент провозглашения императором Гордиану было 79—80 лет. Впрочем, К. Д. Грасби, изучив карьеру ряда политических деятелей эпохи правления Антонинов и Северов, пришёл к выводу, что дату рождения Гордиана I следует перенести на 178 год. По его наблюдению, обычно должность проконсула (которую занимал Гордиан на момент африканского восстания) римские политики достигали к 60 годам. В подтверждение этого он приводит карьеры будущих императоров Пертинакса (стал проконсулом Африки в 62 года), Дидия Юлиана, сменившего Пертинакса на его посту (56 лет), историка Диона Кассия, назначенного проконсулом Африки примерно в 60 лет. При этом за первые полтора века нашей эры известны только два проконсула, занявшие свои должности в возрасте, превышающем 60 лет. Предположение Т. Д. Барнса о том, что Гордиан был назначен проконсулом в столь почтенном возрасте из-за перерыва в карьере в связи с исключением из сената в начале правления Септимия Севера, представляется К. Д. Грасби избыточным.
По всей видимости, Гордиан принадлежал к знатной и богатой фамилии, однако достоверных данных о его семье нет. В поддержку того мнения, что Гордиан был выходцем из сенаторского сословия, не приводится надёжных доказательств. Геродиан пишет, что Гордиан был «хорошего происхождения». Возможно, его семья была связана с видными родами с греческого востока, чьи представители занимали высшие политические должности во II веке. Номен и преномен Гордиана Марк Антоний указывают на то, что его предки получили римское гражданство ещё в эпоху Римской республики от триумвира Марка Антония или одной из его дочерей. Когномен Гордиан (возможно, восходивший к названию малоазиатского города Гордий) указывает на малоазиатское происхождение его семьи, главным образом, из Галатии, Понта и Каппадокии. Также известно о политическом деятеле эпохи Коммода Тиберии Клавдии Гордиане, родным городом которого была каппадокийская Тиана. Прозвища Роман и Африкан не появляются в надписях, содержащих имя Гордиана, вплоть до 237/238 года. Это указывает на то, что он их взял, вероятнее всего, после начала восстания в пропагандистских целях.
Согласно сообщению Юлия Капитолина, его матерью была Ульпия Гордиана, а отцом — Меций Марулл. Тот же источник пишет, что по отцовской линии Гордиан вёл своё происхождение от республиканских реформаторов братьев Гракхов, а по материнской — от императора Траяна. Кроме того, «История Августов» подчёркивает, что «отец, дед и прадед были консулами; были консулами его тесть, отцы тестя и тещи и два деда последних», что, по всей видимости, является фальсификацией. Вероятнее всего, имена родителей Гордиана I были выдуманы. Например, имя Меций более характерно для IV века, когда создавалась «История Августов». Впрочем, Дж. Х. Оливер полагает, что сведения, содержащиеся в труде Юлия Капитолина, нельзя полностью отвергать. Основываясь на сообщении Дексиппа, он утверждает, что предком Гордиана мог быть коринфский ритор Меций Фаустин, которого Флавий Филострат в своей работе «Жизни софистов» перепутал с Геродом Аттиком, когда упоминал о родстве Гордиана с этим известным оратором. В. Наттон скептически относится к такой версии, поскольку полное имя как Гордиана I, так и его сына, не указывает на происхождение от какого-либо Меция. Кроме того, невозможно связать Меция Фаустина и братьев Гракхов, подтвердив хотя бы частичную правдивость Юлия Капитолина. Впрочем, нельзя отвергать и то, что Меций Фаустин мог быть дедом Гордиана.

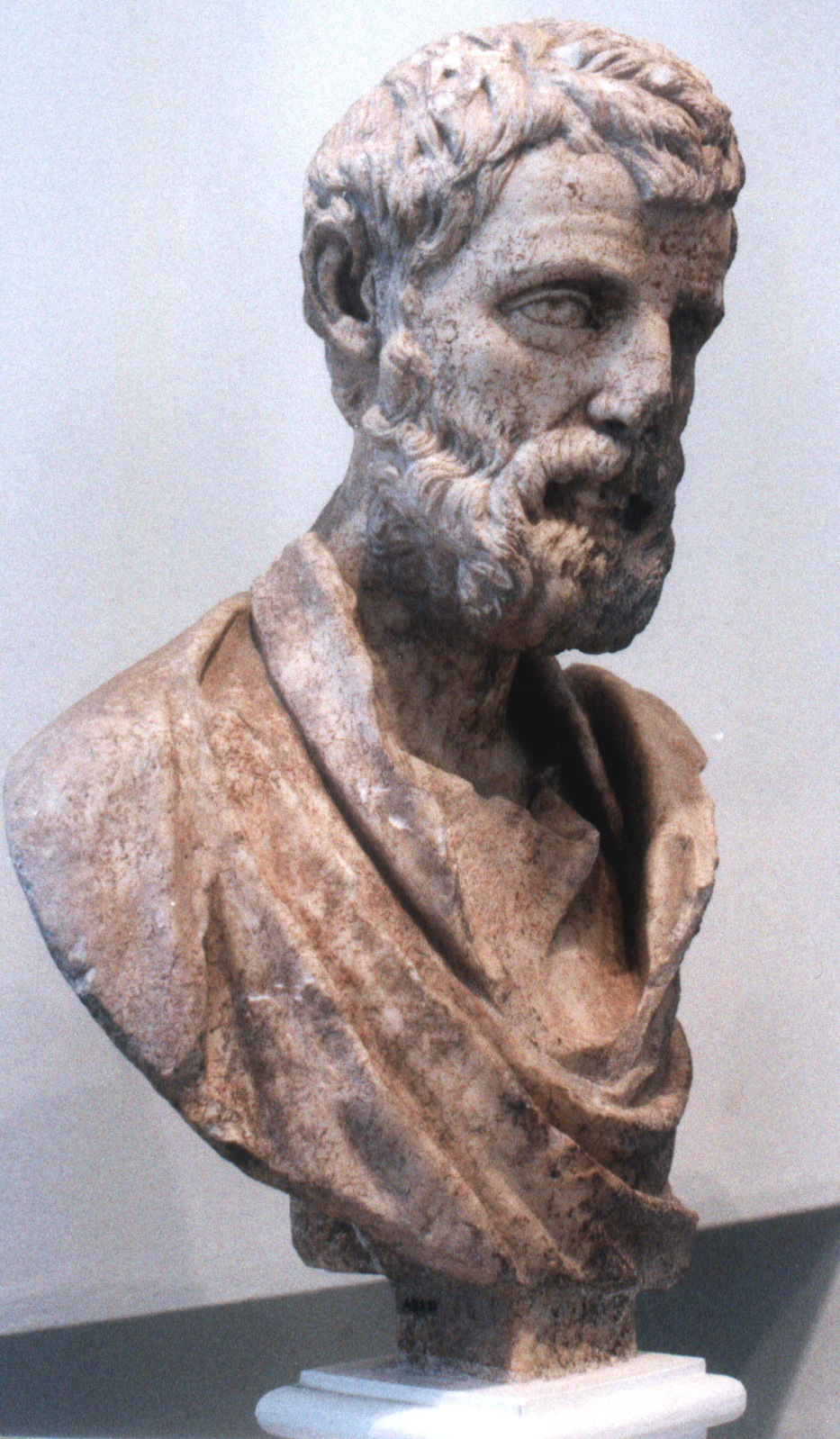
Бюст Герода Аттика (Афинский музей)

Исследователи также попытались проследить родственные связи Гордиана I, исходя из его имени Семпрониан и Роман. Среди софистов и ораторов, упомянутых в работе Филострата, есть Аквила из Галатии. Поскольку софисты во II и III веках часто занимали должность ab epistulis Graecis (заведовавший императорской перепиской на греческом языке), то возможно отождествление этого человека с Семпронием Аквилой, который упомянут в надписи из Анкиры как ab epistulis Graecis. Вышедшую замуж за претора дочь Аквилы звали Семпрония Романа, в связи с чем Т. Д. Барнс предположил, что Семпроний Аквила связан с современным ему римским оратором Аквилой Романом. Если полным именем этого человека было Семпроний Аквила Роман, становится вероятной наличие его связей с семьёй Гордиана, хотя они не могут быть определены с точностью. Филострат сообщает, что софист Аквила был учеником Хреста Византийского, который сам был учеником Герода Аттика, и, таким образом, можно предположить, что старший Гордиан обучался либо у Хреста, либо у своего родственника Аквилы. Филострат подчеркивает образование Хреста и его успехи в обучении софистов, поэтов, риторов и философов и других выдающихся личностей. Не исключено, что среди выдающихся слушателей этого софиста был и сам Гордиан I. С другой стороны, Филострат мог и не знать о связи Аквилы с семьёй Гордиана I, особенно если Аквила не принимал непосредственного участия в образовании Гордиана. Однако, есть версия, что Семпроний Аквила занимал ab epistulis Graecis около 230 года и относится к другому поколению. Э. Бирли полагает, что Семпрония Романа могла быть матерью или бабушкой Гордиана-старшего.
Французский историк Кристиан Сеттипани считает его родителями плебейского трибуна и претора-десигната Марка Антония и дочь Тита Флавия Семпрония Аквилы и Клавдии Семпронию Роману. В свою очередь, мать Романы Клавдия была дочерью сестры Герода Аттика Клавдии Тизамениды и спартанца, около 145/50 года занимавшего должность патронома. Кроме того, в соответствии с «Историей Августов», супругой Гордиана была Фабия Орестилла, дочь консула Марка Анния Севера и правнучка императора Антонина Пия. В их браке родилось, по крайней мере, двое детей: Гордиан II и дочь Меция Фаустина, ставшая матерью императора Гордиана III. Юлий Капитолин также упоминает ещё об одном сыне Гордиана I, но его существование нельзя как и отрицать, так и подтвердить.
Греческий софист Флавий Филострат посвятил свой труд «Жизни софистов» некоему «светлейшему гипату Антонию Гордиану», род которого «ведется от софиста Герода». Из этих слов следует, что упомянутый Гордиан был прямым потомком известного греческого оратора II века Герода Аттика. Филострат и Гордиан были знакомы и вместе обсуждали вопросы философии, поэтому невероятно, чтобы Филострат мог спутать Герода Аттика с каким-нибудь второстепенным софистом. Предметом многочисленных дискуссий исследователей стало установление степени родства между Геродом Аттиком и Гордианом и идентификация самой личности — имел в виду Филострат Гордиана-старшего или его сына. Если Геродиан прав относительно возраста Гордиана I, трудно понять, как он мог быть потомком Герода Аттика. Известно, что у Герода Аттика было пять детей. Один сын умер молодым, а двое других детей умерли раньше своей матери Региллы, скончавшейся около 160 года. Из них первой умерла Афинаида, а её брат Герод Регилл, по-видимому, также умер раньше своей матери. Выжившими были консул 185 года Брадуа Аттик и дочь Эльпиника. Нет сведений о супруге Эльпиники, но это не обязательно означает, что она никогда не была замужем. Её сестра Афинаида вышла замуж за своего родственника Луция Вибуллия Гиппарха и родила дочь, носившую имя своей матери. Засвидетельствован только один ребёнок Брадуа Аттика, но их вполне могло быть и больше. Кроме того, Герод Аттик усыновил своего родственника Луция Вибуллия Клавдия Герода, о потомках которого ничего не известно. Если Гордиан родился около 178 года, есть несколько вариантов того, как он мог быть потомком Герода Аттика, а именно: сын ребёнка Эльпиники; потомок Луция Вибуллия Клавдия Герода; сын дочери Брадуа Аттика; сын дочери Афинаиды и Луция Вибуллия Гиппарха; потомок детей другого, незасвидетельствованного брака Герода Аттика. Т. Д. Барнс, соглашаясь с датой рождения Гордиана, указанной у Геродиана, выдвинул гипотезу, что он был женат на внучке Герода Аттика. Поэтому упомянутого Филостратом Гордиана он отождествляет с Гордианом II, который, по его мнению, был проконсулом Ахайи около 230 года. К. Д. Грасби, в свою очередь, настаивает на более поздней дате рождения Гордиана I, в результате чего появляется возможность связать его с одним из детей Герода Аттика. В. Наттон отверг различные генеалогические изыскания своих коллег, считая, что следует понимать слова «род твой» как «родство по духу».

## Карьера

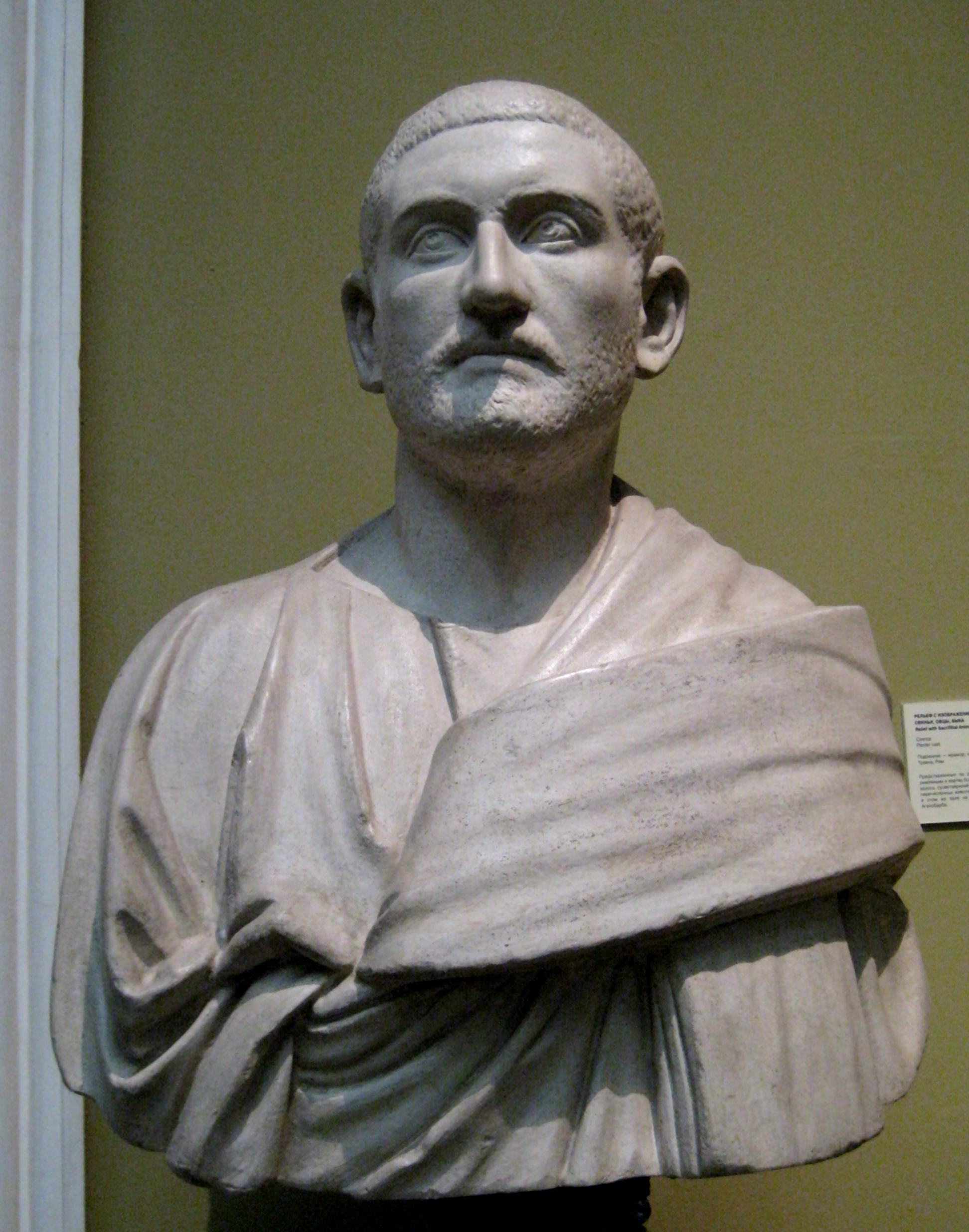
Бюст Гордиана I (Брнитанский музей)

Политическая карьера Гордиана I началась с должности квестора, которую, по словам Юлия Капитолина, он «исполнял с большим блеском». Затем он был назначен эдилом. Его биография в «Истории Августов» сообщает, что на этом посту «он дал римскому народу за свой счет двенадцать зрелищ, то есть по одному зрелищу в месяц, причем выпускал иногда по пятисот пар гладиаторов и никогда — меньше ста пятидесяти». После этого Гордиан стал претором, должность которого «исполнял выдающимся образом». Т. Д. Барнс полагает, что будущий император находился на посту претора около 190 года. К. Д. Грасби датирует квестуру и претуру Гордиана эпохой правления Септимия Севера. Через несколько лет после исполнения обязанностей претора Гордиан должен был бы стать консулом, однако он достиг этой должности только во время правления Гелиогабала или Александра Севера. Существует мнение, что продолжительный перерыв в его карьере связан с событиями 193 года. После убийства Коммода правление Пертинакса оказалось непрочным и непродолжительным. Его гибель от рук солдат только обострила обстановку в государстве. Кроме Дидия Юлиана в Риме, в провинциях были провозглашены три императора: Клодий Альбин в Британии, Септимий Север в Паннонии и Песценний Нигер в Сирии. Дидий Юлиан вскоре был убит, и Септимий Север стал властителем Рима. Однако большая часть сената оказала поддержку его конкурентам. В конечном счете, одержав победу над Песценнием Нигером, Север снисходительно отнёсся к его сторонникам, но подверг репрессиям многих после разгрома Клодия Альбина в 197 году. В связи с этим было высказано предположение, что Гордиана исключили из сената по приказу Севера из-за поддержки Песценния Нигера, а затем восстановили при Каракалле. Впрочем, достоверно известно только об одном сенаторе — Публии Клавдии Аттале Патеркулиане, который был возвращён в ряды сенаторов Каракаллой после изгнания при Септимии Севере. Другая теория отвергает такое объяснение перерыва в карьере Гордиана и настаивает на том, что он занимал все свои должности последовательно без какой бы то ни было паузы.
Юлий Капитолин утверждает, что Гордиан дважды был консулом — первый раз совместно с Каракаллой, а второй — с Александром Севером. П. фон Роден полагает, что консульство с Каракаллой следует датировать 213 годом. Тем не менее нумизматическими свидетельствами достоверно подтверждено только второе консульство, а сведения о первом считаются выдуманными. Точно датировать консульство Гордиана не представляется возможным. По одной версии, он был консулом-суффектом около 220 года, по другой — в 222 году. Как известно, при Гелиогабале и Александре Севере выходцы из восточных провинций пользовались особым влиянием, поэтому консульство Гордиана так или иначе следует отнести к этому периоду. Геродиан сообщает, что на протяжении своей карьеры Гордиан управлял «многими провинциями» (однако П. фон Роден скептически относится к его словам). Но достоверно эпиграфическими свидетельствами подтверждён лишь тот факт, что в 216 году Гордиан в качестве легата пропретора правил Нижней Британией. Э. Бирли полагает, что к Гордиану можно отнести рассказ Диона Кассия о том, как Каракалла отправлял всех, кого ненавидел, «в провинции с неблагоприятным климатом, губительным для их здоровья. Так, словно оказывая им великие почести, он отправил неугодных ему людей либо под палящий зной, либо на лютый мороз». У Флавия Филострата содержится упоминание о том, как он с Гордианом обсуждал софистов в храме Аполлона в Дафне близ сирийской Антиохии. Существует несколько версий того, как они оказались в Сирии: либо Филострат и Гордиан сопровождали императора в поездке по восточным провинциям, либо Гордиан занимал должность легата пропретора Келесирии. Предположительно, он мог быть сирийским наместником после 222 года. Возможно, Гордиан-старший около 220 года находился на посту проконсула Ахайи, хотя историки, считающие, что Филострат посвятил «Жизни софистов» его сыну, относят этот факт к карьере Гордиана-младшего. В 237 году Гордиан-старший был назначен проконсулом Африки, а легатом при нём стал его сын. Юлий Капитолин относит назначение Гордиана к правлению Александра Севера и приводит письмо, где император выражает благодарность сенату за то, что тот назначил Гордиана проконсулом Африки. Впрочем, исследователи считают, что это невозможно, и относят вступление Гордиана в должность к 237 году.

## Восстание против Максимина I Фракийца

### Предыстория
В конце февраля — начале марта 235 года последний представитель династии Северов Александр был убит со своей матерью в Могонциаке в Верхней Германии во время кампании против алеманнов. В результате императором был провозглашен один из его военачальников, выходец из придунайских провинций, Гай Юлий Вер Максимин, ставший известным под именем Максимин I Фракиец. Придя к власти, Максимин столкнулся с рядом важных вызовов. К концу 235 года он разбил алеманнов, после чего начал поход против сарматов и даков в Паннонии. Занятый войнами на севере, Максимин так и не посетил Рим, чтобы подтвердить свой титул и укрепить позиции. Он игнорировал сенат и полностью сосредоточил внимание на границах, требуя огромные суммы денег, чтобы платить солдатам. Есть все основания полагать, что у Максимина были серьёзные финансовые проблемы. Став императором, он пообещал воинам удвоить жалование. Античные историки сообщают, что содержание армии было сопряжено с большими расходами, и это вынудило Максимина увеличить поборы в провинциях. Также император принял непопулярные меры, сократив раздачи в столице и уменьшив финансирование культа обожествлённых императоров, что сократило его поддержку среди всех слоёв общества. Вероятно, Максимин не пользовался большой популярностью и среди солдат. По всей видимости, верность армии ограничивалась только рейнскими и дунайскими войсками, находившимися в его непосредственном подчинении и снискавшими благосклонность императора в плане денежных выплат. За три года правления против Максимина было составлено два заговора. Кроме того, не прибавляла ему влияния и потеря Месопотамии в результате персидского вторжения в первый год его правления. В конечном счёте, совокупность данных факторов привела к африканскому восстанию 238 года и последовавшим за этим событиям.

### Начало восстания и его причины

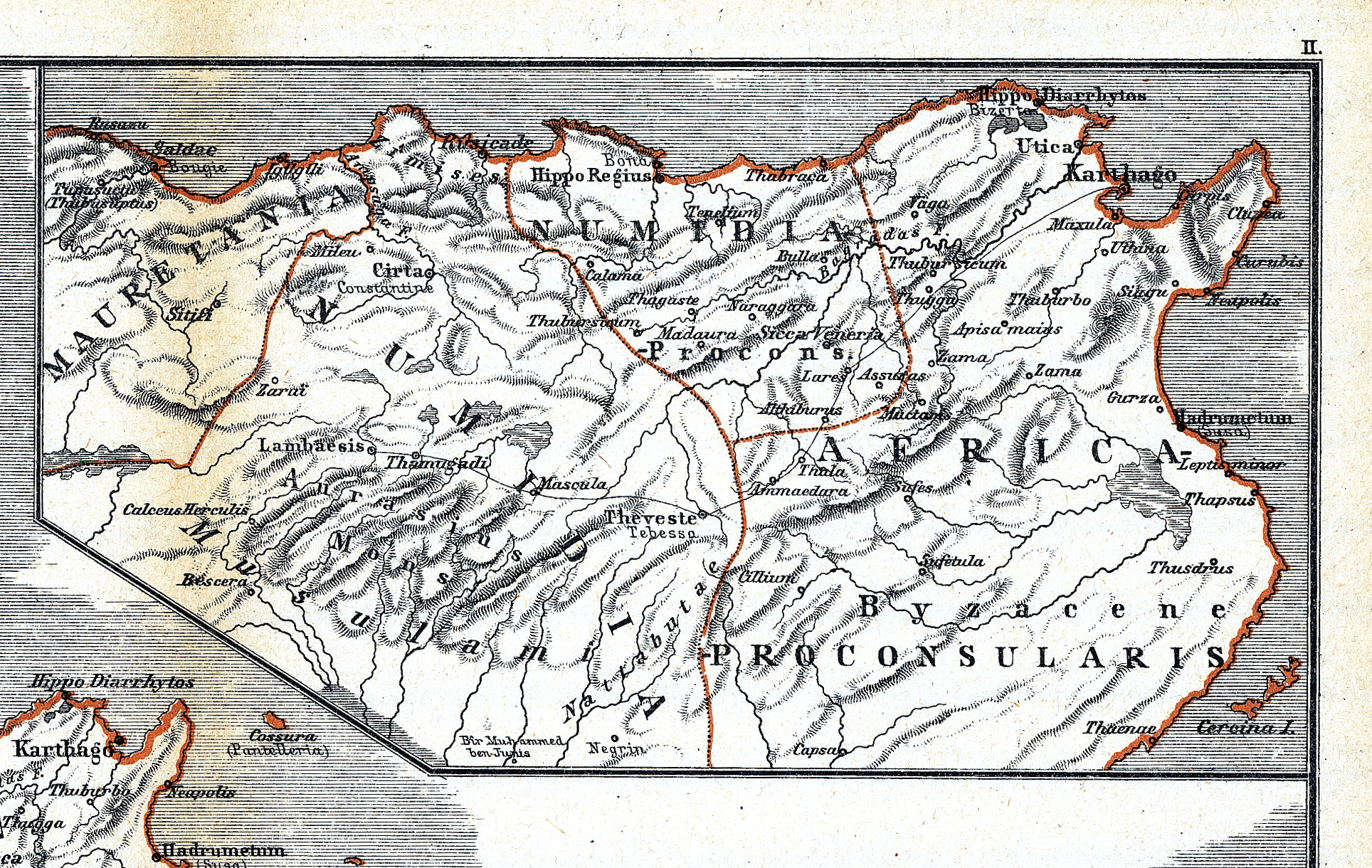
Северная Африка в римскую эпоху

Обстоятельства провозглашения императорами Гордиана I и его сына подробно изложены у Геродиана. К концу третьего года правления Максимина I Фракийца (возможно, в феврале 238 года) императорский прокуратор, имя которого неизвестно, желая получить милость цезаря, ввёл многочисленные штрафы и поборы в отношении местных землевладельцев (возможно, это было связано с неправомерным захватом последними императорских владений в Африке). Возмущённые его жестокими мерами молодые представители африканской знати, которых прокуратор обложил штрафами, пообещали ему отдать деньги, но через три дня. Собрав отряд из крестьян-арендаторов, они застали врасплох и убили прокуратора в Тисдре вместе с сопровождавшими его солдатами. После этого, осознав, в какое отчаянное положение они попали в результате своих действий, мятежники решили поднять восстание по всей провинции и привлечь на свою сторону проконсула. Около Тисдры декурион Мавриций предложил провозгласить императором Гордиана. После этого вооружённые бунтовщики вошли в Тисдру и, смяв охрану, ворвались в дом Гордиана, отдыхавшего после исполнения своих обязанностей. Они набросили на него пурпурный плащ и провозгласили императором. Поначалу Гордиан ответил отказом на их предложение, однако в конечном счёте согласился, чтобы, по словам Юлия Капитолина, «избежать опасности, которая грозила ему предположительно — со стороны приверженцев Максимина и бесспорно — со стороны его собственных благожелателей». Возглавив восстание, Гордиан I назначил своего сына своим соправителем и отправился со свитой в Карфаген, ставший его временной столицей. По всей провинции были сброшены статуи Максимина, а оба Гордиана были удостоены прозвища «Африканский».
В первую очередь, Гордиан отправил делегацию, в состав которой входил будущий император Валериан I, в Рим. Она везла с собой официальное послание нового императора сенату и народу и письма наиболее влиятельным сенаторам. Кроме того, в задачу делегации входило устранение префекта претория Виталиана, сторонника Максимина. Заявив, что они прибыли с секретным посланием от Максимина, заговорщики проникли к Виталиану и убили его. Ими был распущен слух о смерти Максимина, а собравшийся на заседание сенат утвердил императорские титулы Гордианов, обожествил Александра Севера и объявил Максимина врагом народа. Кроме того, им был создан комитет из двадцати человек для обороны Италии от предполагаемого вторжения Максимина и разосланы посланники по провинциям с призывом присягнуть Гордианам. В Риме было убито множество сторонников Максимина, в том числе и городской префект Сабин. Версия этих событий в изложении Геродиана и «Истории Августов» озадачивала многих исследователей, которые удивлялись несоответствию между незначительным масштабом мятежа в Тисдре и масштабами его последствий. Начиная с неудачного восстания Луция Клодия Макра в 68 году, Африка, сенатская провинция, практически лишённая войск, никогда не становилась колыбелью восстания против центральной власти. Ещё более непонятным представляется позиция сената, который практически без колебаний поддержал восстание, шансы которого на успех, на первый взгляд, могли показаться весьма маловероятными. Возможно, сенаторы располагали более полной информацией о настроении провинциальных наместников и военачальников. П. У. Таунсенд считает, что гипотеза о заговоре — единственная, которая даёт удовлетворительное объяснение этим фактам. В соответствии с его версией, заговор был создан в Риме группой сенаторов и влиятельных людей (включая самого Гордиана) и имел разветвлённую сеть в высших слоях африканского общества. Какой бы привлекательной ни казалась эта теория, она, однако, не получила поддержки историков. Античные историки никак не подтверждают версию П. У. Таунсенда. Геродиан, напротив, настаивает на чисто случайном характере событий и говорит, что Гордиану не было известно об убийстве прокуратора и что сенат, «прежде чем были получены точные сведения о Максимине, доверившись будущему на основании настоящего положения, провозглашает Гордиана с сыном Августами, а всё, что связано с почитанием Максимина, уничтожает».
Т. Котула, который не очень верил в версию о заговоре, тем не менее признаёт, что восстание не случайно началось в Африке. Учитывая богатство и близость к Италии, эта провинция долгое время была одним из основных источников снабжения Рима пшеницей и маслом. Кроме того, после реорганизации Септимием Севером снабжения армии последняя в значительной степени находилась в зависимости от африканских землевладельцев. Всё это в совокупности даёт объяснение тому, почему Максимин особенно интересовался Африкой. На территории этой провинции было обнаружено множество милевых камней с именем Максимина, почти все датированные 237 годом. По большей части они были установлены вдоль военной дороги, соединяющей Карфаген с Ламбезом, и дорог, ведущим к портам Бизацены — Гадрумету и Такапе, откуда вывозилось зерно для армейского снабжения. Неудивительно, что жители Тисдры пострадали больше других от императорских поборов. Тисдра представляла собой важный перекресток дорог, центр богатого региона, специализировавшегося на выращивании оливок, и крупный рынок сельскохозяйственной продукции. В эпоху Гордиана город процветал, о чём свидетельствуют мозаики богатых домов и колоссальные руины местного амфитеатра. Городское население Тисдры оценивается примерно в 15—25 тысяч жителей. Среди граждан Тисдры было несколько представителей всаднического сословия и существовала прослойка богатых землевладельцев. Именно в этой среде зародилось и развивалось африканское восстание. В этих событиях решающую роль сыграли те, кого Геродиан назвал «молодыми людьми». Видимо, речь идёт о членах местных городских милиций, состоявших из молодёжи из зажиточных слоёв населения. Причины, по которым они выступили против Максимина, очевидны: недовольство имперской администрацией и налоговой политикой, ужесточавшейся в преддверии новых военных кампаний Максимина. Принадлежали ли они к аристократии или к городской буржуазии, крупные землевладельцы оказывали на всё сельское общество достаточно большое влияние, чтобы привлечь на свою сторону значительную часть колонов и свободных крестьян. Сторонниками Гордианов были и городские плебеи, особенно в Карфагене. Поддержка сенатом восстания Гордиана иногда объясняется тем, что многие сенаторы имели земельные владения в африканских провинциях.

### Распространение восстания и гибель Гордианов

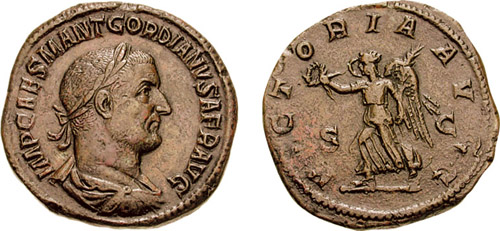
Сестерций с портретом Гордиана I

Сохранившиеся свидетельства не позволяют сделать вывод, что у Гордианов была самостоятельная концепция императорского правления. Однако, по всей видимости, они отдавали предпочтение системе соправительства или «двойного принципата». Они имели одинаковые имена и титулы за исключением лишь того, что Гордиан I принял звания великого понтифика и отца отечества (лат. pater patriae). Легенды на их монетах довольно банальны (например, PROVIDENTIA — «Провиденция», SECVRITAS — «Безопасность», VICTORIA — «Победа», VIRTVS AVGG — «Доблесть Августов»), среди которых наиболее значительной выглядит ROMA AETERNA — «Вечный Рим». Просенатские симпатии двух императоров очевидны. Только что провозглашённый августом, Гордиан I обратился к сенаторам с просьбой о поддержке. В письмах он утверждал, что хочет править с мягкостью, изгнать всех доносчиков, пересмотреть дела несправедливо осуждённых, вернуть изгнанников в родные края. Помимо этого, Гордиан I пообещал прибавить жалованье солдатам, а народу — устроить раздачи. Сенат, где у императора было много друзей, услышал его призывы. Несомненно, благодаря его быстрому и эффективному вмешательству, в течение первых нескольких недель восстание приобрело масштабы настоящей революции. Одной из первых мер сенаторов было объединение Италии под именем Гордианов. Они быстро преуспели в этом, поскольку как преторианская гвардия, так и солдаты II Парфянского легиона находились в лагере Максимина на Дунае. В результате в Италии практически отсутствовали войска. Посланники сената посетили главные города северной Италии с целью набрать и экипировать солдат в расчёте на неминуемое нападение Максимина и его сторонников. В то же время сенат предписал всем наместникам провинций присягнуть на верность Гордианам, которых он отныне считал единственными законными императорами. Как пишет Геродиан, «большинство приняло посольства и легко отвратило провинции от Максимина, чья тирания была ненавистна, убив тех, кто на местах занимал должности и был на стороне Максимина, они присоединялись к римлянам».
На основании эпиграфических данных историки делают вывод, что западные провинции в целом проявили мало желания выступить против Максимина. Нумидия под руководством легата Капелиана и Тарраконская Испания под управлением будущего императора Деция Траяна сохранили верность Максимину. По всей видимости, так же поступила и Британия, где имя Гордиана, бывшего наместника одной из британских провинций, было уничтожено на нескольких надписях. За пределами Проконсульской Африки единственной западной провинцией, о которой можно почти с уверенностью утверждать, что она официально присягнула Гордианам, является Аквитания. Есть версия, что к ней присоединились также Сицилия, Сардиния и Нарбонская Галлия. Провинции эллинистического востока, напротив, практически единодушно встали на сторону сената и Гордианов. Среди них можно однозначно говорить о провинциях Азия, Понт и Вифиния, Галатия, Ликия и Памфилия, Сирия и Египет. Есть основания полагать, что этот список не является исчерпывающим и к сенаторскому лагерю присоединилась вся Малая Азия и большая часть Сирии. Малоазиатское происхождение Гордианов могло только способствовать завоеванию к ним сочувствия населения, которое явно тяготилось правлением Максимина. Что касается Греции и придунайских провинций (Паннония, Далмация, Мезия, Дакия, Фракия), то сведения относительно их политических предпочтений довольно фрагментарны и поэтому оставляют большое пространство для различных гипотез. Принимая во внимание, что на момент начала восстания Максимин и его армия находились в Сирмии, готовые пресечь любую попытку мятежа в зародыше, следует признать, что переход на сторону Гордианов здесь вряд ли был массовым. Возможно, кто-то присягнул сенаторскому лагерю после того как Максимин выступил маршем на Италию. Таким образом, от 20 до 25 из 47 провинций перешли на сторону Гордианов, что демонстрирует значительный масштаб неповиновения власти Максимина.
Однако, когда восстание охватило большую часть империи, легат пропретор Нумидии Капелиан нанёс ему сокрушающий удар, лишив его руководителей. В трудах Геродиана и Юлия Капитолина он представлен не столько фанатичным сторонником Максимина Фракийца, сколько как личный враг Гордиана I, который был к нему «издавна враждебно настроен из-за какого-то судебного спора». Став императором, Гордиан приказал Капелиану покинуть свой пост, но тот ответил отказом, убедил армию сохранить верность Максимину и выдвинулся против мятежного проконсула. В результате менее чем через месяц после событий в Тисдре армия нумидийского наместника, состоявшая из отряда III Августова легиона и корпуса вспомогательной кавалерии, подошла к стенам Карфагена. Этим немногочисленным, но опытным войскам восставшие могли противопоставить только разрозненные силы под командованием Гордиана-младшего. Помимо небольшого ядра регулярных солдат (вероятно, когорта III Августова легиона и городская когорта Карфагена — всего около тысячи человек), несомненно, не желавших сражаться со своими товарищами по оружию, в войско Гордианов входили городские ополченцы, чей энтузиазм не мог компенсировать отсутствие должного снаряжения, подготовки и сплочённости, и которые бежали при первом же столкновении. Сражение окончилось побоищем, в котором погиб и Гордиан II. Как пишет Юлий Капитолин, Гордиан-старший, узнав о поражении, повесился, хотя, по мнению Геродиана, это произошло ещё до сражения: узнав о приближении войск Капелиана, Гордиан I усомнился в успешном исходе битвы и покончил самоубийством. Правили оба Гордиана двадцать или, по другим сведениям, двадцать два дня. После смерти они были обожествлены.

## Последствия восстания. Характеристика личности

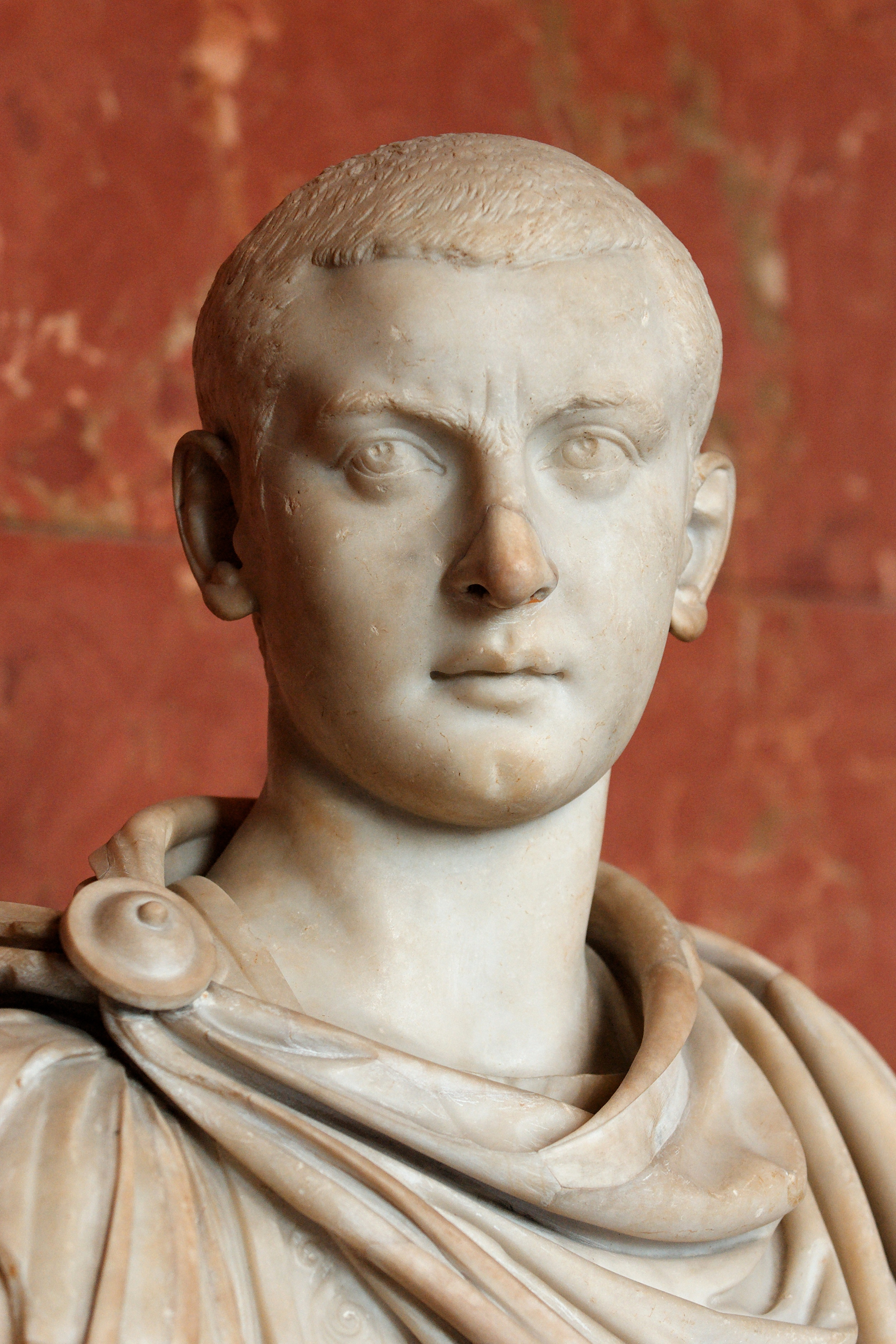
Бюст Гордиана III

За победой Капелиана последовали кровавые репрессии, первыми жертвами которых стали представители провинциальной аристократии, серьёзно скомпрометировавшие себя поддержкой Гордианов. Такие города, как Карфаген, Тисдра или Мактар подверглись суровым наказаниям: убийствам знатных граждан, разорением храмов, общественных зданий, домов частных лиц. Не меньше пострадала и сельская местность, где Капелиан сжигал и грабил поля. Геродиан полагает, что легат стремился тем самым укрепить свое положение среди верных ему солдат на случай, если положение Максимина станет шатким. Некоторые исследователи, впрочем, считают, что эти опустошения были направлены главным образом против больших поместий богатых землевладельцев. Однако это не значит, что наказанию подверглись только зажиточные слои населения. Т. Котула считает, что главным образом жертвами сторонников Капелиана стали мелкие крестьяне и колоны. В насилии, последовавшем после подавления восстания Гордианов, можно видеть выплеск глубокой враждебности, которая как в Африке, так и везде, царила между военными и гражданским населением, значительно усиленной из-за обострения политической ситуации.
Вскоре после гибели Гордианов сенат избрал из членов комитета двадцати двух новых императоров — Пупиена и Бальбина. Однако народ и преторианская гвардия активно выступали в пользу тринадцатилетнего Марка Антония Гордиана, внука Гордиана I. Под их давлением сенаторы провозгласили мальчика цезарем и преемником Пупиена и Бальбина. Бальбин остался в Риме, а Пупиен двинулся на север, чтобы встретить приближающегося Максимина. Тем временем Максимин осадил Аквилею, но вскоре солдаты II Парфянского легиона, беспокоясь за безопасность своих семей, убили Максимина и его сына. Пупиен возглавил оставшуюся без руководителя армию, оставив германские отряды в качестве своих телохранителей, а остальных отправил обратно на свои базы и вернулся в Рим. Бальбин опасался, что Пупиен хочет при помощи германцев установить единоличную власть, а преторианцы — упразднения гвардии. В результате конфликт окончился убийством Пупиена и Бальбина преторианцами и провозглашением Гордиана III единоличным императором. По его приказу был распущен III Августов легион, чьи подразделения участвовали в подавлении восстания Гордианов. Легион был восстановлен только к 253 году.
Хотя достоверно события кризиса 238 года довольно трудно интерпретировать, тем не менее можно сделать некоторые общие выводы относительно его значения и последствий. Прежде всего восстание против Максимина не является классическим военным переворотом. В Африке не оказалось войск, поддерживавших Гордианов; их было очень мало в Италии, куда немедленно перекинулось восстание, и едва ли больше в тех восточных провинциях, где за несколько недель оно приобрело невиданный размах. Таким образом, это действительно было, по выражению Герберта Малленса, «восстание гражданских лиц», стремящихся вырваться из-под влияния, прямо или косвенно оказываемого армией на политическую жизнь, а посредством налогообложения и на экономическую и социальную сферы. Поэтому нет причин удивляться, что наиболее глубоко романизированные (или эллинизированные) регионы приветствовали выступление против Максимина (самым заметным исключением из их числа оказалась Испания).
С социальной точки зрения, наиболее активных сторонников восстание находило среди аристократии — сенаторов и городской знати, причём первые снабжали её кадрами, вторые — импровизированными армиями. Как отмечает Дж. Гейдж, противники Максимина вели борьбу не только за защиту своих материальных интересов и экономических привилегий, но и за сохранение «типа латинской жизни, украшенного праздностью, развлечениями, роскошью» — определённой формы городской цивилизации, общей для эллинов и римлян. Это объясняет, почему знать без особого труда увлекла за собой плебеев больших городов: Рима, Карфагена, Александрии, Аквилеи. В свою очередь, М. Ростовцев видит в кризисе 238 года (и в особенности в репрессиях, последовавших за победой Капелиана над Гордианами) образцовый эпизод борьбы между сельской местностью и городами. Возможно, он был склонен переоценивать сплочённость крестьян и солдат. Дж. Гейдж возражал ему, что значительная часть сельского населения объединилась со знатью или, по крайней мере, не воспользовалась случаем избавиться от их власти. Так что объяснить события кризиса 238 года классовой борьбой не представляется возможным, так как «гражданских» нельзя рассматривать как однородный класс. На политическом уровне стоит подчеркнуть решающую роль сената, которому удалось обратить общее недовольство в свою пользу и попытаться повлиять на движение, которое оно не создавало (версия о заговоре не основана на каких-либо весомых доказательствах).
Единственным источником, дающим наиболее полное описание характера и внешности императора Гордиана I, является сборник императорских биографий «История Августов»:

«Он был обычного для римлян роста; у него была красивая седина, величественный вид, цвет лица — скорее красный, чем белый; лицо очень широкое, выражение глаз, очертания рта и лба — внушавшие почтение, телосложение — несколько полное. Он отличался таким уравновешенным нравом, что его нельзя упрекнуть ни в одном поступке, который был бы вызван горячностью, нескромностью или неумеренностью. Он был исключительно привязан к своим близким, питал безграничную любовь к сыну и внуку, благоговейную — к дочери и внучке <…> Он был воздержан в употреблении вина, очень умерен в еде, носил щегольскую одежду, питал большую страсть к купанию, так что летом купался по четыре-пять раз в день, а зимой — по два раза. У него была очень большая потребность во сне, так что, обедая у друзей, он без стеснения засыпал в столовой. Это происходило, по-видимому не от опьянения или невоздержанности, а в силу естественной потребности»
Гордиан I изображён на монетах человеком преклонных лет: длинное лицо, тонкие черты, волосы плотно прилегают ко лбу, нос слегка крючковатый, борода негустая. На лучших экземплярах виден отчётливый изгиб рта. На всех монетах он изображён в лавровом венке: они либо были созданы с существующего бюста Гордиана в Риме, либо представляли собой просто стилизованные портреты старика. Также существует несколько бюстов, идентифицируемых с Гордианом-старшим. Гордиан в молодости написал поэму под названием «Антониниада» в тридцати книгах, которая описывала правление Антонина Пия и Марка Аврелия. Хотя о реальном существовании этой поэмы ничего неизвестно, но этот факт, а также посвящение Гордиану Филостратом своего произведения, заставляют утверждать, что Гордиан был представителем интеллектуалов в римском правительстве и что, возможно, в продвижении по службе ему помогли его литературные таланты и достижения в области риторики. Кроме того, Гордиан был крупнейшим землевладельцем своего времени: «в провинциях имел столько земель, сколько не имел никто из частных лиц».